# 胡競英
胡競英（英語：Nancy Hu，1959年3月8日—），艺名胡冠珍，出生於台灣，是女演员和商人。曾任緯來電視網總經理、緯來電視網副董事長、亞洲電視行政总裁、金牌大風音樂文化集團總裁、和信超媒體獨立董事、宏碁財務長兼發言人。

## 電影生涯
她在國立臺灣大學外文系就讀時即進入電影圈，有「學士明星」之稱，並與胡茵夢、胡慧中合稱為「影壇三胡」。代表作為與譚詠麟合演的《假如我是真的》。之後想突破瓶頸，於是赴香港發展，成為邵氏公司的簽約女星。
1984年與商人徐敏輝結婚。婚後赴美，取得電腦和企業管理碩士學位。隨後又考取會計師執照，在香港開設會計師事務所。

## 電視台行政經驗
2000年，胡競英重返台灣，經營娛樂網站。2003年，胡競英出任緯來電視網總經理，短短一年便轉虧為盈；2008年，升任緯來電視網副董事長。
2009年3月10日，亞洲電視宣布委任胡競英为行政總裁，并表示因为她专业的会计和在电视媒体方面的经验，将有助亚视发展。
2010年7月，中國大陸商人王征入股亞視之後干涉亞視運作，而與胡競英產生紛爭，引起輿論重視，及後胡更遭亞視停職。胡停職後，由王征屬意的盛品儒出任執行董事。12月，胡競英透過律師行分別向廣播事務管理局及亞視董事局發信表示辭職，她在給予廣管局的信件中指，自7月被亞視停職後一直未能履行行政總裁職務，她曾要求復職但不得要領，因此向亞視提出終止僱傭關係，並表示不排除控告亞視。

## 轉戰宏碁發言人
2014年4月2日，宏碁公告因財務長何一華辭職，由胡競英從同年4月30日起接任財務長兼公司發言人。至2017年6月30日因合約期滿協議終止卸任。

## 擔任公視董監事
中國國民黨推薦胡競英擔任公共電視第七屆董監事審查委員。，2022年5月9日董監事審查會議上，胡競英抨擊董事候選人之一的台灣大學歷史學系教授陳翠蓮，指其對臺灣二二八事件的研究是撕裂族群，會議結果陳翠蓮未獲通過，《國際橋牌社》導演汪怡昕表示看審查會議直播「氣到差點中風」。

## 演出作品
- 《佛掌皇爷》(1980)
- 《東追西趕跑跳碰》(1980)
- 《窗口的月亮不准看》(1981)
- 《假如我是真的》(1981)
- 《上行列車》(1981)
- 《問斜陽》(1981)
- 《四年二班》(1982)
- 《老師斯卡也答》(1982)
- 《苦戀》(1982)
- 《一九八三大驚奇》(1983)
- 《失婚老豆》(1984)
- 《愛奴新傳》(1984)
- 《錦衣衛》(1984)
- 《佛掌皇爺》
- 《無花果》
- 《火葬場奇案》
- 《已涼天氣未寒時》
- 《歡樂群英》（1980，又名《阿美阿美》）
- 《職業兇手》
- 《百分滿點》
- 《畢業班》
- 《冬天裡的一把火》